# Francis Orpen Morris

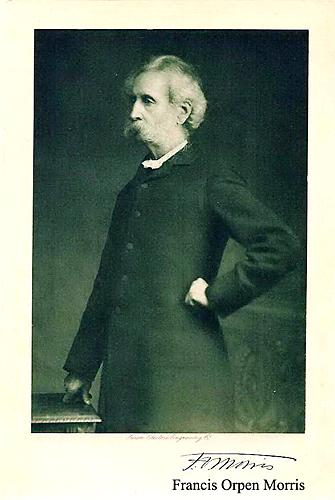
Francis Orpen Morris

Francis Orpen Morris (* 25. März 1810 bei Cobh; † 10. Februar 1893 in Nunburnholme) war ein Geistlicher der Church of England und Naturforscher. Morris setzte sich für den Schutz der Vögel ein und war ein erklärter Gegner von Vivisektionen. Er erlebte 1860 beim Treffen der Jahrestagung der British Association for the Advancement of Science die Huxley-Wilberforce-Debatte mit und war ein vehementer Gegner der von Charles Darwin vertretenen Evolutionstheorie.

## Leben und Wirken
Francis Orpen Morris war der älteste Sohn des Admirals der Royal Navy Henry Gage Morris († 1852) und dessen Frau Rebecca Newenham Millerd. Nachdem seine Familie 1824 nach Worcester gezogen war, wurde Morris Schüler an der Bromsgrove School, die er bis 1828 besuchte. Dort begann er Vögel und Insekten zu sammeln. Die nächsten zwei Jahre erhielt Morris Privatunterricht von dem aus East Garston in Berkshire stammenden Vikar J. M. Butt. Am 17. Juni 1829 immatrikulierte er sich am Worcester College in Oxford. Auf Bitten des Kurators J. L. Duncan vom Ashmolean Museum ordnete Morris neben seinem Studium die Insektensammlung des Museums neu. Zu dieser Zeit wurde er Mitglied der Ashmolean Society. 1833 graduierte Morris und wurde am 3. August 1834 ordiniert. Er war kurzzeitig Kurator von Hanging Heaton bei Dewsbury, Yorkshire und Taxal (Cheshire), bevor er nach Doncaster wechselte. Dort wurde Morris zum Priester ordiniert und übte ab Oktober 1835 das Amt des stellvertretenden Kurators in Armthorpe aus.
Am 1. Januar 1835 heiratete er Anne († 1877), die zweite Tochter von Charles Sanders aus Bromsgrove. Aus der Ehe mit ihr gingen sechs Töchter und drei Söhne hervor.
1837 wurde Morris die Leitung des Parish Ordsall in der Nähe von East Retford (Nottinghamshire) übertragen. Etwa im Mai 1842 wurde er leitender Kurator von Crambe, einem kleinen zwischen York und Malton gelegenen Parish. Am 22. November 1844 wurde ihm durch den Erzbischof Vernon Harcourt das Living von Nafferton in Yorkshire zugesprochen. Dort verbrachte er die nächsten neue Jahre. 1854 wurde Morris das kleine, aber lukrativere Living von Nunburnholme angeboten, wo er den Rest seines Lebens verbrachte.
Morris war der Autor zahlloser Traktate und Broschüren, von denen viele der moralischen und religiösen Orientierung dienen sollten, darunter Words of Wesley on Constant Communion (1869), Handbook of Hymns for the Sick Bedside (1877), The Darwin Craze(1880) und Experiments on Living Animals (1890). Außerdem schrieb er zahlreiche Briefe, Zeitungsbeiträge und Artikel für Zeitschriften, die sich mit verschiedensten Themen befassten. Als Nachfolger seines Bruders Beverley R. Morris gab er von 1856 bis 1860 die Zeitschrift The Naturalist heraus. Für die Erstausgabe der Zeitschrift Animal World (1869) schrieb er den Beitrag British Birds und veröffentlichte in den nächsten drei Jahren dort regelmäßig Artikel. Seine zahlreichen an die Times über den Vogelschutz gerichteten Briefe veröffentlichte Morris 1880 in Buchform.
Morris verfasste umfangreiche, illustrierte Werke zur Naturgeschichte. Gemeinsam mit dem Drucker Benjamin Fawcett entstand Bible Natural History (1849–1850). Es folgte eine History of British Birds die von Juni 1850 an in anfänglich monatlichen Ausgaben siebeneinhalb Jahre lang vervollständigt wurde. Er veröffentlichte die sechsbändige Natural History of the Nests and Eggs of British Birds (1853–1856) und A History of British Butterflies (1853) sowie County Seats of the Noblemen and Gentlemen of Great Britain and Ireland (1866–1880). Nach dem Ende der Zusammenarbeit mit Fawcett publizierte Morris noch A Natural History of British Moths (1859–1870).
Als Verfechter einer Natürlichen Theologie war Morris ein vehementer Gegner der von Charles Darwin vertretenen Evolutionstheorie. Seine Ansichten Darwins Theorie trug Morris 1868 in einem On the difficulties of Darwinism betitelten Vortrag auf dem Treffen der British Association for the Advancement of Science vor.
Morris war Gegner der Vivisektion. Sein Einsatz für den Vogelschutz führte 1885 maßgeblich zur Gründung der Plumage League. Im Dezember des gleichen Jahres gehörte der zu den ersten Mitgliedern der Selbourne League. In Anerkennung seiner Arbeit als Naturforscher sprach ihm die Regierung 1888 eine jährliche Rente der Zivilliste von 100 Pfund zu.

## Schriften (Auswahl)

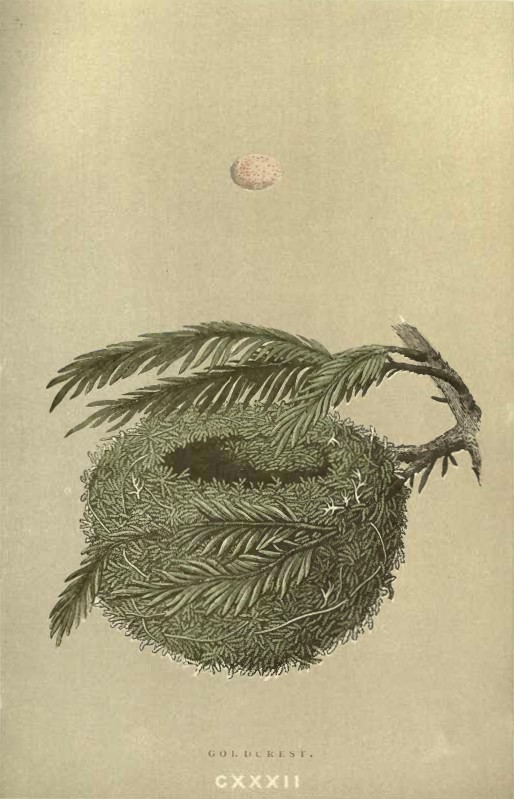
Tafel 132 aus A Natural History of the Nests and Eggs of British Birds

Francis Orpen Morris veröffentlichte unter anderen folgende Schriften:
- A Guide to an Arrangement of British Birds. London 1834 (online).
- An Essay on Scientific Nomenclature. A Paper read before the British Association." York, 1844.
- Bible Natural History. 1850 (online).
- Book of Natural History. Groombridge & Sons, London 1852 (online).
- A Natural History of British Butterflies. Groombridge, London 1852 (online).
- National Adult Education. Read Before the British Association for the Advancement of Science, at Their Session at Hull, September 1853
- Comfort for the Contrite. 1854.
- The Precepts of the Bible. 1855.
- A Natural History of the Nests and Eggs of British Birds. 3 Bände, Groombridge & Sons, London 1853–1856 (online).
- A History of British Birds. 6 Bände, Groombridge & Sons, London 1850–1857 (online).
- The Yorkshire Hymn Book. 1860.
- Records of Animal Sagacity and Character. Longman, Green, Longman, & Roberts, London 1861 (online).
- A Catechism of the Catechism. London 1864.
- The County Seats of the Noblemen and Gentlemen of Great Britain and Ireland. 1866.
- The Difficulties of Darwinism. 1869.
- None but Christ. 1869.
- Dogs and their Doings. S. W. Partridge & Co, London 1870.
- A Natural History of British Moths. 4 Bände, H. E. Knox, London 1871 (online).
- Anecdotes in Natural History. London 1872.
- All the articles of the Darwin faith. Moffatt, Paige & Co, London 1875 (online).

- The Gamekeeper's Museum. Reprinted from the Times with Additions.
- A Catalogue of British Insects
- Plain Sermons for Plain People.
- An Essay on Baptismal Regeneration.
- The Present System of Hiring Farm Servants. A Paper read before the DriflBeld Farmer's Club.
- A Letter to Archdeacon Wrangham on Supremacy.
- A Family Prayer for Morning and Evening.
- Words of Wesley on Constant Communion.
- Illustrated Anecdotes in Natural History.